# Roșcani (Strășeni)
Roșcani è un comune della Moldavia situato nel distretto di Strășeni di 1.650 abitanti al censimento del 2004.